# Лебединский, Евгений Васильевич
Евгений Васильевич Лебединский (1873—?) — генерал-майор, командующий Кавказским фронтом с января по май 1918 года.

## Биография
Родился 24 декабря 1873 года, происходил из дворян Тифлисской губернии, сын командира Крымского пехотного полка полковника (впоследствии генерал-майора) Василия Фёдоровича Лебединского.
Образование получил в Тифлисском кадетском корпусе, по окончании курса наук в котором 1 сентября 1891 года был зачислен юнкером в 1-е Павловское военное училище. 4 августа 1892 года произведён в подпоручики и по выпуске из училища был зачислен в 1-й Кавказский стрелковый батальон.
Произведённый 4 августа 1896 года в поручики Лебединский поступил в Николаевскую академию Генерального штаба. 4 августа 1900 года произведён в штабс-капитаны. Окончил академию в 1901 году по 1-му разряду и 23 мая того же года получил чин капитана с назначением состоять при Кавказском военном округе. С 2 апреля 1903 года по 5 мая 1907 года был адъютантом штаба Кавказской кавалерийской дивизии, с 9 октября 1904 года по 9 октября 1905 года отбывал цензовое командование ротой во 2-м Кавказском стрелковом батальоне и 6 декабря 1904 года был произведён в подполковники. Затем до 22 декабря 1909 года Лебединский занимал должность адъютанта штаба Кавказского военного округа и с 8 июня по 7 октября 1909 года отбывал цензовое командование батальоном в 204-м пехотном Ардагано-Михайловском полку, 6 декабря 1908 года произведён в полковники.
С 22 декабря 1909 Лебединский был начальником штаба 2-й Кавказской казачьей дивизии. Для ознакомления со строевой службой в разных родах войск был командирован в артиллерию и кавалерию.
В должности начальника штаба 2-й Кавказской казачьей дивизии Лебединский встретил Первую мировую войну. Сражался на Кавказском фронте. 5 марта 1915 года он был назначен командиром 81-го пехотного Апшеронского полка и Высочайшим приказом от 5 февраля 1916 года был награждён орденом св. Георгия 4-й степени, а Высочайшим приказом от 16 октября того же года ему было пожаловано Георгиевское оружие. Также 3 июля он был произведён в генерал-майоры (со старшинством от 6 мая 1915 года).
С 3 октября 1916 года Лебединский был назначен командующим 6-й Особой пехотной бригадой, а с 29 января по 30 июня 1917 года командовал 4-й Особой пехотной дивизией, после чего был назначен начальником штаба 7-го Кавказского армейского корпуса; с 13 августа 1917 года был дежурным генералом штаба армий Кавказского фронта; с 5 октября занимал пост начальника штаба Кавказского фронта. С отъездом из армии командующего фронтом генерала Пржевальского принял его полномочия и  с 5 января по 5 мая 1918 года занимал пост главнокомандующего Кавказским фронтом. Дальнейших сведений о Лебединском найти не удалось.
Среди прочих наград Лебединский имел ордена:
- Орден Святого Станислава 3-й степени (1903 год)
- Орден Святой Анны 3-й степени (1906 год)
- Орден Святого Станислава 2-й степени (6 мая 1914 года)